# Zirconium(III)-iodid
Zirconium(III)-iodid ist eine anorganische chemische Verbindung des Zirconiums aus der Gruppe der Iodide.

## Gewinnung und Darstellung
Zirconium(III)-iodid kann durch Reaktion von Zirconium(IV)-iodid mit Zirconium bei 500–700 °C gewonnen werden.
{\displaystyle \mathrm {3\ ZrI_{4}+Zr\longrightarrow 4\ ZrI_{3}} }
Ebenfalls möglich ist die Verwendung von Aluminium anstelle von Zirconium.
{\displaystyle \mathrm {3\ ZrI_{4}+Al\longrightarrow 3\ ZrI_{3}+AlI_{3}} }
Gasförmiges Zirconium(III)-iodid kann durch Reaktion von Zirconium mit Iodwasserstoff bei 1100–1500 K gewonnen werden.

## Eigenschaften
Zirconium(III)-iodid ist ein blauer Feststoff. Ab einer Temperatur von 275 °C erfolgt eine Disproportionierung zu Zirconium(II)-iodid und Zirconium(IV)-iodid. Die Verbindung hat eine orthorhombische Kristallstruktur mit der Raumgruppe Pmmn (Raumgruppen-Nr. 59) und einer Elementarzelle mit den Gitterkonstanten a = 1295,4 pm, b = 667,9 pm und c = 729,2 pm. Die Ionen bilden eine eindimensionale Kettenstruktur aus, wobei sich jeweils zwei [ZrI6/2]-Oktaeder zwei gegenüberliegende Dreiecksflächen teilen.